# Алт (буква)
𐔰 (алт, агв. 𐔰𐔾𐔸) — первая буква агванского алфавита, использовавшегося для записи агванского языка.

## Использование
Буква обозначала звук [a], что подтверждается её зафиксированным названием. Гукасян предполагал, что буква обозначает фарингализованный [aˁ]; согласно Лолуа, фарингализованный звук обозначается диграфом 𐔽𐔰.
В агванской системе алфавитной записи чисел обозначала 1; использование данной буквы в числовом значении подтверждает правильность её расположения в алфавите матенадаранской рукописи. По мнению Гипперта и Тарумяна, соответствует армянской айб (Ա), грузинской ани (Ⴀ) и греческой альфе (Α).

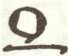
Внешний вид буквы в матенадаранской рукописи МС 7117
Внешний вид буквы в Синайском палимпсесте
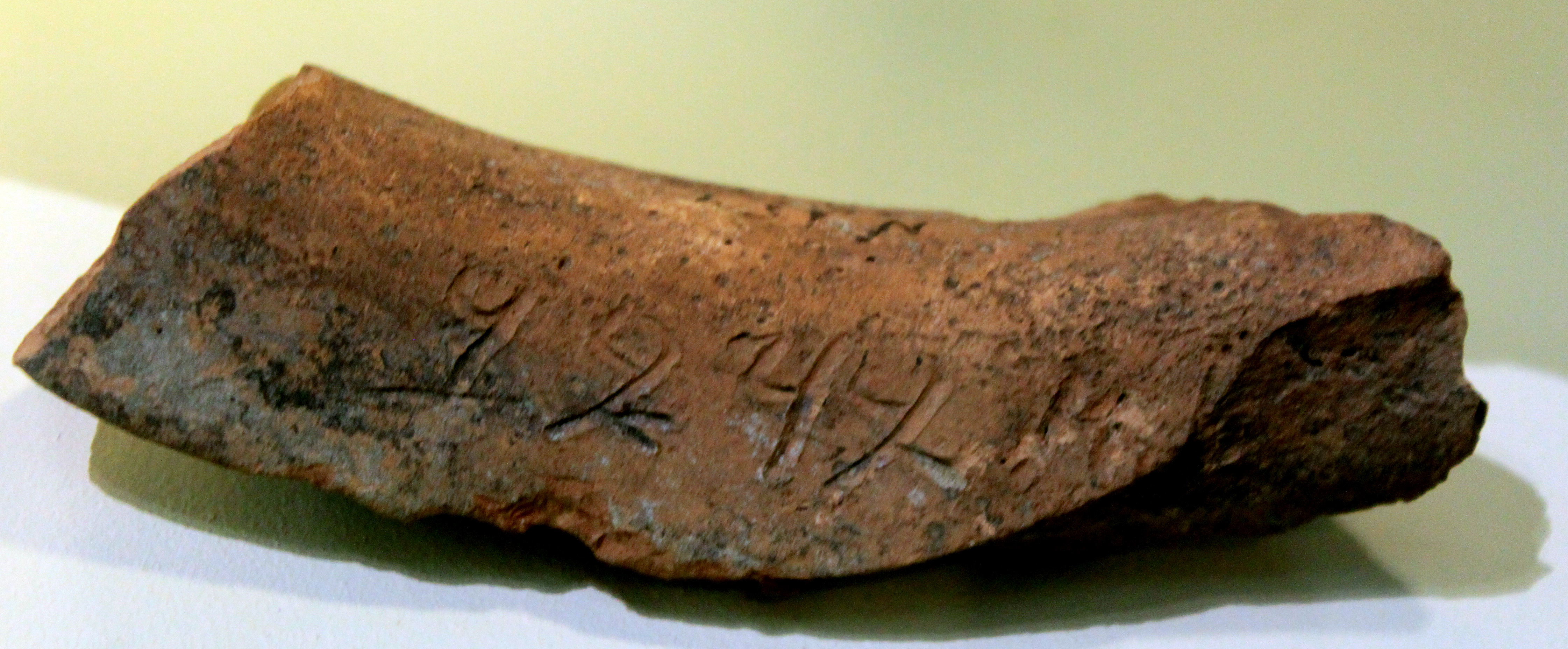
Надпись агв. 𐕌𐔰𐕎𐔰𐕚 (manas) на обломке глиняного сосуда

## Происхождение
Лолуа отмечал, что форма буквы схожа с перевёрнутой грузинской буквой ани (Ⴀ). По мнению Тарумяна, данная буква и её армянский и грузинский аналоги происходят от курсивной финикийской алеф (‏𐤀‏‎).

## Название
Название буквы в армянской транскрипции, приведённое в матенадаранской рукописи МС 7117, читается как арм. Ալթ (altʿ). Большинство исследователей не видят оснований для пересмотра этого названия, реконструируя его как alt. Впрочем, Гукасян реконструировал название как аълт, так как полагал, что буква обозначает фарингализованный звук.
Шанидзе предполагал, что название этой буквы отражено в грузинской поговорке груз. ერტი ალთას და მეორე ბალთას (erti alt̕as da meore balt̕as), обозначающем несогласованность мнений и действий, которое в таком случае можно перевести как «кто а, а кто б»; из такой трактовки также следовало бы, что это выражение заимствовано у албан. Впрочем, он считал, что эта гипотеза может быть верна лишь в том случае, если албанская буква «Б» называлась «балт» и была пропущена переписчиком матенадаранской рукописи; это предположение не подтвердилось.

## Кодировка
Буква была закодирована в блоке Юникода «Агванское письмо» (англ. Caucasian Albanian) в версии 7.0, вышедшей 16 июня 2014 года, под кодом U+10530.